# Flächenbelastung (Flügel)
Die Flächenbelastung {\displaystyle B} eines Flügels ergibt sich aus der Masse {\displaystyle m} eines Flugkörpers geteilt durch die Flügelfläche {\displaystyle A}:
{\displaystyle B={\frac {m}{A}}}.
Falls die Tragfläche kein Rechteck ist, muss sie als Integral über die Spannweite {\displaystyle b} betrachtet werden:
{\displaystyle B={\frac {m}{\int \limits _{-{\frac {b}{2}}}^{+{\frac {b}{2}}}l(y)\,dy}}}
bzw. bei rechts/links-symmetrischen Flügeln
{\displaystyle B={\frac {m}{2\,\int \limits _{0}^{+{\frac {b}{2}}}l(y)\,dy}}}.
Die Flächenbelastung des Tragflügels und der Auftriebsbeiwert bestimmen die (Mindest-)Fluggeschwindigkeit vS bzw. vS0. D. h., ein Flugzeug mit hoher Flächenbelastung benötigt eine hohe Geschwindigkeit, eines mit geringerer Flächenbelastung eine geringere. Daher entspricht eine Verringerung der Flächenbelastung einer Optimierung für den Langsamflug und umgekehrt. Tragflügel hoher Flächenbelastung verfügen meist über eine Anordnung von Auftriebshilfen, um das Starten und Landen zu vereinfachen. Beispielsweise erreicht man mit Fowlerklappen (zusätzlich zum erhöhten Einstellwinkel) eine Vergrößerung der Flügelfläche und somit eine Reduktion der Flächenbelastung.
Bei Segelflugzeugen kann die Flächenbelastung im Fluge über die Masse des Flugzeugs variiert werden. Dazu wird vor dem Start Ballast in Form von Wasser in spezielle Tanks gefüllt, die in dem Flügel eingebaut sind. Dies hat den Vorteil, dass bei Wetterlagen mit starker Thermik die Geschwindigkeitspolare durch die höhere Flächenbelastung schnellere Gleitflüge bei geringerem Eigensinken ermöglicht. Sobald die Thermik nachlässt, kann Wasser abgelassen werden, wodurch ein leichteres Steigen, aufgrund des dann geminderten Eigensinkens, in schwacher Thermik ermöglicht wird.
Auch ist die Flächenbelastung bei manchen Ausführungen im Flug über die Flügelfläche variabel konzipiert. Dies betrifft v. a. Luftfahrzeuge, die mit Schwenkflügeln ausgestattet sind.

## Flugzeugkategorien
- Modellflugzeuge und ultraleichte Gleitgeräte haben eine Flächenbelastung von etwa 2 bis 10 kg/m².
- Gleitschirme etwa 3 bis 4 kg/m².
- Fallschirme etwa 4,5 bis 10 kg/m² (Hochleistungsfallschirme tw. bis 15 kg/m²).
- Deltagleiter etwa 7 bis 8 kg/m².
- Segelflugzeuge etwa 30 bis 60 kg/m².
- Kleinflugzeuge (motorisiert) etwa 80 bis 110 kg/m².
- Propellergetriebene Passagierflugzeuge etwa 100 bis 200 kg/m².
- Kampfjets etwa 300 bis 735 kg/m².(Beispiel Lockheed Martin F-35)
- Strahlgetriebene Passagierflugzeuge 300 bis 800 kg/m².
- Airbus A400M bei maximaler Abflugmasse 637 kg/m².
- MD-11F bei maximaler Abflugmasse 844 kg/m².